# Županje Njive
Županje Njive este o localitate din comuna Kamnik, Slovenia, cu o populație de 316 locuitori.